# Cone

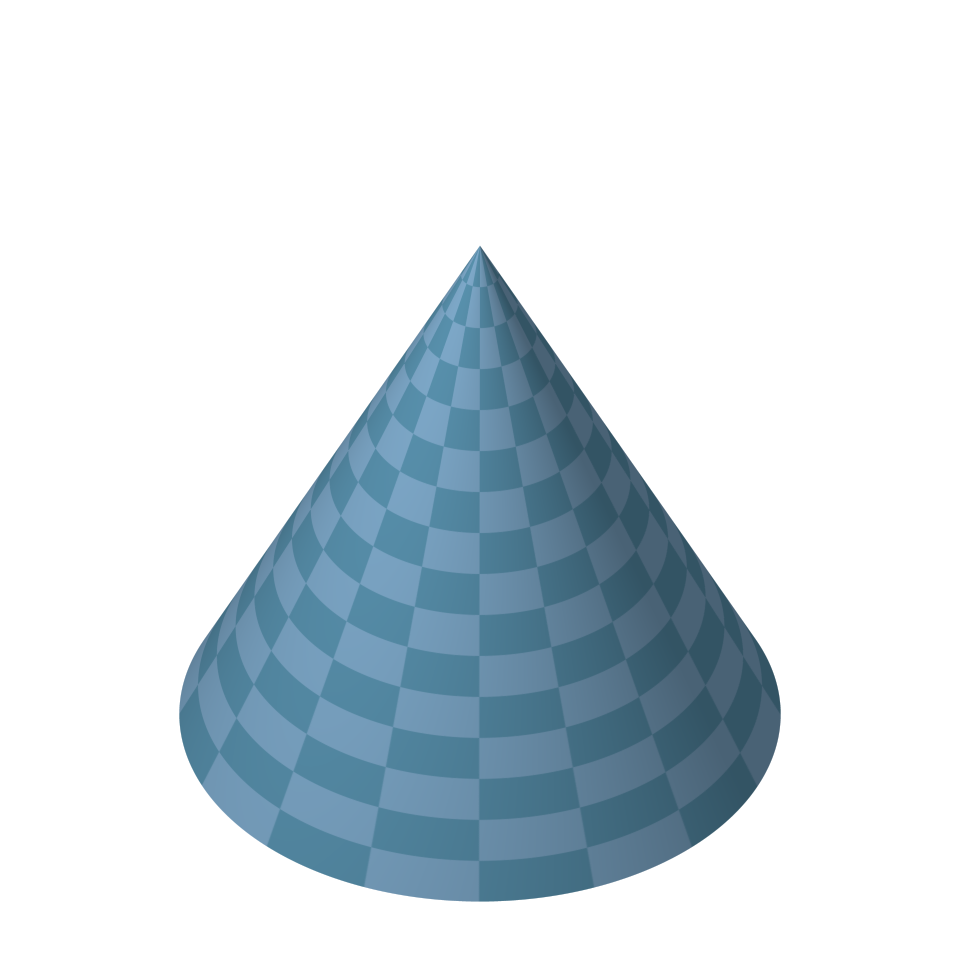
Um cone.

Em geometria, o cone é um sólido geométrico obtido quando se tem uma pirâmide cuja base é um polígono regular, o número de lados da base tende ao infinito e a medida de lado do polígono tende a zero.

## Classificação
Os cones podem ser divididos em:
- Reto;
- Oblíquo;
- Equilátero.

### Reto
O cone é dito reto quando a sua base é um círculo e a reta que liga o vértice superior ao centro da circunferência da sua base (isto é, o seu eixo) é perpendicular ao plano da base.
Em um cone circular reto, cuja base é um círculo, a face lateral é formada por geratrizes (g), que são linhas retas que ligam o vértice superior a pontos constituintes da circunferência do círculo. O conjunto desses pontos, ou seja, a totalidade da circunferência, tem o nome de diretriz, porque é a direção que as geratrizes tomam para criar a superfície cônica. Pode-se dizer também que o cone é gerado por um triângulo retângulo que roda sobre um eixo formado por um dos catetos, no caso de ser um cone reto.

### Oblíquo
Denomina-se oblíquo quando não é um cone reto, ou seja, quando o eixo não é perpendicular ao plano da base.

### Equilátero
Um cone circular reto é um cone equilátero se a sua seção meridiana é uma região triangular equilátera e neste caso a medida da geratriz é igual à medida do diâmetro da base.

## Cone de um espaço vetorial
Um subconjunto C do espaço vetorial E chama-se um cone quando, para todo elemento v pertencente a C e todo t > 0 real, tem-se que tv pertence a C.

## Fórmulas
O volume {\textstyle V} de um cone de altura {\textstyle h} e base com raio {\textstyle r} é {\textstyle 1/3} do volume do cilindro com as mesmas dimensões, ou seja:
{\displaystyle V={\frac {1}{3}}\pi r^{2}h}
O centro de massa (considerando que o cone possui densidade uniforme) está localizado no seu eixo a {\textstyle 1/4} da distância da base ao eixo.

A área da superfície de um cone {\textstyle A} é dada por:
{\displaystyle A=\pi r(r+g)} 
onde, {\textstyle g={\sqrt {r^{2}+h^{2}}}}  é a geratriz ou altura lateral do cone. O primeiro termo nesta fórmula, {\textstyle \pi r^{2}} é a área da base, enquanto que o segundo termo {\textstyle \pi rg} é a área lateral. Ou seja, a área total é a área lateral mais a área da base:
{\displaystyle A=\pi r\cdot g+\pi r^{2}}

### Com uso de cálculo integral
Aqui, obteremos as fórmulas do volume e área total do cone usando de técnicas de cálculo diferencial e integral. Um cone de altura {\textstyle h} e raio {\textstyle r} corresponde ao sólido de revolução que se obtém ao rotacionar a função:
{\displaystyle y={\frac {r}{h}}x} 
em torno do eixo {\textstyle x}. 
Volume

Cone de revolução.

Notemos que a área da seção circular do cone é dada por:
{\displaystyle A=\pi y^{2}=\pi \left({\frac {r}{h}}x\right)^{2}}
Para um deslocamento infinitesimal {\textstyle dx} tem-se o incremento de volume:
{\displaystyle dV=\pi {\frac {r^{2}}{h^{2}}}x^{2}dx}
Então, integrando de {\textstyle 0} a {\textstyle h} obtemos o volume do cone: 
{\displaystyle \int _{0}^{h}dV=\pi {\frac {r^{2}}{h^{2}}}\int _{0}^{h}x^{2}dx\Rightarrow V={\frac {1}{3}}\pi r^{2}h}
Área total

O cálculo da área de superfície total do cone se divide em duas partes: o cálculo da área da base e o cálculo da área lateral. A base é um círculo de área:
{\displaystyle A_{b}=\pi r^{2}}
Agora, para obtermos a área da superfície lateral, vamos empregar um raciocínio semelhante ao do cálculo do volume.  Primeiramente, observamos que um deslocamento infinitesimal {\textstyle dx} corresponde a um deslocamento de comprimento de linha {\textstyle dL} sobre a reta {\textstyle y={\frac {r}{h}}x}. Pelo Teorema de Pitágoras temos que {\displaystyle (dL)^{2}=(dy)^{2}+(dx)^{2}}, ou seja: 
{\displaystyle dL={\sqrt {\left({\frac {dy}{dx}}\right)^{2}+1}}\,dx}
Considerando a rotação do segmento {\textstyle dL} em torno do eixo {\textstyle x}, temos que o incremento de área lateral infinitesimal é dada por:
{\displaystyle dA_{l}=2\pi y\,dL}
Substituindo {\textstyle y} e {\textstyle dL} em função de {\textstyle x} e {\textstyle dx}, obtemos:
{\displaystyle dA_{l}=2\pi {\frac {r}{h}}x{\sqrt {{\frac {r^{2}}{h^{2}}}+1}}\,dx}
Integrando de {\textstyle 0} a {\textstyle h}, temos:
{\displaystyle \int _{0}^{h}dA_{l}=\int _{0}^{h}2\pi {\frac {r}{h}}x{\sqrt {{\frac {r^{2}}{h^{2}}}+1}}\,dx\Rightarrow A_{l}=\pi r{\sqrt {r^{2}+h^{2}}}}
Somando-se as áreas da base e lateral temos a área total:
{\displaystyle A=\pi r(g+r)} 
onde, {\displaystyle g={\sqrt {r^{2}+h^{2}}}}.

### Para cones equiláteros
A área da base do cone é:
{\displaystyle A_{b}=\pi r^{2}}
Pelo Teorema de Pitágoras temos que {\textstyle (2r)^{2}=h^{2}+r^{2}},  logo {\textstyle h^{2}=4r^{2}-r^{2}=3r^{2}}, assim:
{\displaystyle h=r{\sqrt {3}}}
Como o volume do cone é obtido por {\textstyle 1/3} do produto da área da base pela altura, temos:
{\displaystyle V={\frac {\pi r^{3}{\sqrt {3}}}{3}}}
Similarmente, a área lateral é dada por:
{\displaystyle A_{l}=\pi \cdot r\cdot g=\pi \cdot r\cdot 2r=2\cdot \pi \cdot r^{2}}
e, a área total por:
{\displaystyle A=3\pi r^{2}}